# Teen Choice Awards 2010
De Teen Choice Awards 2010 werden op 9 augustus 2010 uitgezonden door Fox. De show werd gepresenteerd door Katy Perry.

## Winnaars

### Televisie
- Choice tv-show: Gossip Girl
- Choice tv-acteur drama: Chace Crawford
- Choice tv-actrice drama: Leighton Meester
- Choice tv-show fantasy: The Vampire Diaries
- Choice tv-acteur fantasy: Paul Wesley
- Choice tv-actrice: Nina Dobrev
- Choice tv-show actie: NCIS: Los Angeles
- Choice tv-acteur actie: Zachary Levi
- Choice tv-actrice: Yvonne Strahovski
- Choice Tv-Show komedie: Glee
- Choice Tv-acteur komedie: Jonas Brothers
- Choice Tv-Actrice komedie: Selena Gomez
- Choice tv-geanimeerde show: Family guy
- Choice Tv-Reality show: Keeping Up with the Kardashians
- Choice Tv-Reality competitie show: American Idol
- Choice Tv-Reality man: Lee DeWyze
- Choice Tv-reality Vrouw: The Kardashians
- Choice Tv-Vijand: Ian Somerhalder

### Film
- Choice movie: acie avontuur Sherlock Holmes
- Choice movie: acteur actie avontuur Channing Tatum
- Choice movie: actrice actie avontuur Rachel McAdams
- Choice movie: Sci-Fi Avatar
- Choice movie: acteur Sci-Fi Sam Worthington
- Choice movie: actrice Sci-Fi Zoë Saldana
- Choice movie: Fantasy The Twilight Saga: New Moon
- Choice movie: fantasy man Taylor Lautner
- Choice movie: fantasy vrouw Kristen Stewart
- Choice movie: Drama The Blind Side
- Choice movie: drama acteur Robert Pattinson
- Choice movie: Drama actrice Sandra Bullock
- Choice movie: Romantische Komedie Valentine's Day
- Choice movie: Romantische komedie acteur Ashton Kutcher
- Choice movie: romantische Komedie actrice Sandra Bullock
- Choice movie: Komedie Date Night
- Choice movie: Komedie acteur Ashton Kutcher
- Choice movie: Komedie Actrice: Tina Fey
- Choice movie: horror: Paranormal Activity
- Choice movie: Horror acteur: Leonardo DiCaprio
- Choice movie: horror actrice: Megan Fox
- Choice movie: animatie: Toy Story 3
- Choice movie: vijand: Rachelle Lefevre
- Choice movie: dans: Sandra Bullock & Betty White

### Meer winnaars
- Choice movie: liplock Robert Pattinson & Kristen Stewart
- Choice movie: Gevecht Alice in Wonderland
- Choice movie: 'hissy fit' Miley Cyrus
- Choice movie: chemie Robert Pattinson&Kristen Stewart
- Choice movie: Doorbraak man Liam Hemsworth
- Choice movie: doorbraak vrouw Taylor Swift
- Choice movie: Scene-steler man Kellan Lutz
- Choice movie: scene-steler vrouw Ashley Greene

### Muziek
- Choice music: mannelijke artiest Justin Bieber
- Choice music: vrouwelijke artiest Lady Gaga
- Choice music: groep Selena Gomez & the scene
- Choice music: Rap artiest Eminem
- Choice music: R&B artiest Beyoncé
- Choice music: Rock groep Paramore
- Choice music: Mannelijke country artiest Keith Urban
- Choice music: vrouwelijk coutry artiest Taylor Swift
- Choice music: Country Groep Lady Antebellum

### Sport
- Choice atleet mannelijk: David Beckham
- Choice Atleet vrouwelijk: Serena Williams
- Choice actie sport atleet man:Ryan Shekler
- Choice actie Sport atleet Vrouw:Maya Gabeira